# نواف الرشودي
نواف الرشودي هو لاعب كرة قدم سعودي يلعب في نادي النجمة.

## مسيرة اللاعب
بدأ مع نادي التعاون و أعير إلى النادي العربي في عام 2020 لمدة موسم و بعدها عاد إلى نادي التعاون وانتقل إلى نادي النجمة في عام 2024.

## وصلات خارجية
نواف الرشودي على موقع Soccerway.com (الإنجليزية)